# Otto Schumann (Politiker, 1888)
Otto Schumann (* 5. November 1888 in Magdeburg-Buckau; † 3. Mai 1945 in der Neustädter Bucht) war ein deutscher Politiker (SPD), Gewerkschafter und Widerstandskämpfer gegen den Nationalsozialismus.

## Leben
Schumann schloss sich 1907 der Sozialdemokratischen Partei Deutschlands (SPD) an. Ab 1908 war er als Former bei Blohm & Voss beschäftigt. Im Ersten Weltkrieg diente er als Soldat an der Westfront. Nach Kriegsende wurde er Funktionär der Gewerkschaft der Former und Gießereiarbeiter sowie 1924 Gründungsmitglied des Reichsbanners. Er war Distriktsführer der SPD in Hamburg-Neustadt. Ab 1926 war Schumann als Arbeitsvermittler in Hamburg und später beim Landesarbeitsamt Nordmark beschäftigt. Von 1931 bis 1933 gehörte Schumann als Abgeordneter der Hamburger Bürgerschaft an.
Im Juni 1933 wurde er fristlos entlassen. Schumann war Mitglied der illegalen Parteileitung um Walter Schmedemann. Im Januar 1934 übernahm er in Hamburg eine Wäscherei und konnte mit Hilfe seiner Lieferkontakte den Aufbau der illegalen Widerstandsarbeit der SPD tarnen. Im November 1934 wurde er festgenommen und vom Oberlandesgericht Hamburg wegen „Vorbereitung zum Hochverrat“ zu einer Gefängnisstrafe von einem Jahr und neun Monaten verurteilt. Nach der Strafverbüßung verblieb Schumann jedoch noch für einige Monate in sogenannter „Schutzhaft“.
Im Rahmen der „Aktion Gitter“ wurde er am 23. August 1944 erneut festgenommen und ins KZ Neuengamme verschleppt. Ende April 1945 wurde das KZ geräumt und Schumann gehörte zu den Tausenden von Gefangenen, die sich auf den Todesmarsch zur Lübecker Bucht begeben mussten und dort auf Schiffe verbracht wurden. Nach der Bombardierung der Cap Arcona ertrank Schumann am 3. Mai 1945 in der Lübecker Bucht beim Untergang des Schiffes.

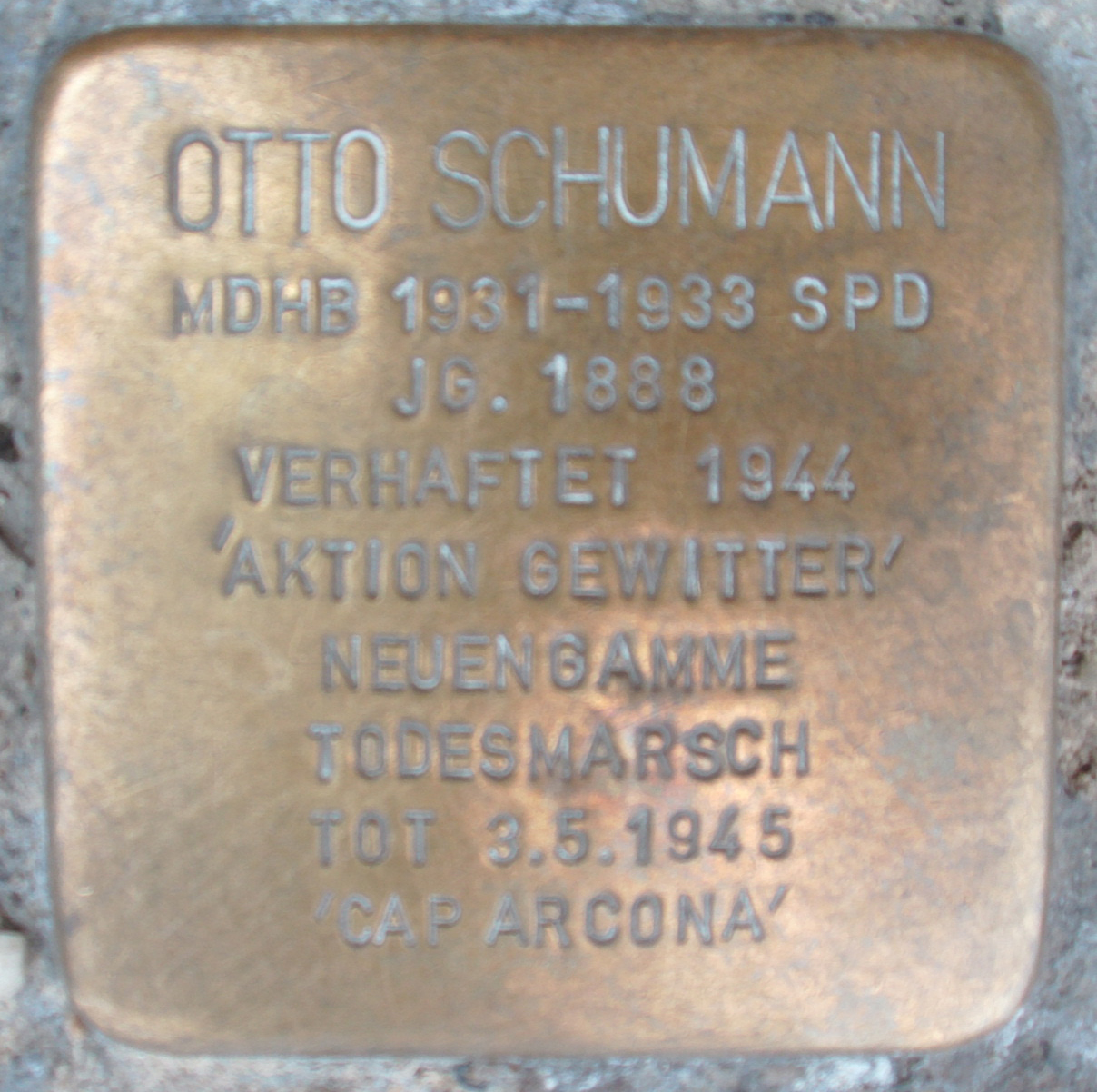
Stolperstein für Otto Schumann

In Hamburg wurden am 8. Juni 2012 vor dem Rathaus Stolpersteine für die ermordeten Mitglieder der Hamburgischen Bürgerschaft verlegt, darunter auch für Otto Schumann.